# 복주머니란
복주머니란 또는 개불알꽃(Cypripedium macranthum)은 난초과의 여러해살이풀이다. 근경은 짧고 굵은 수염뿌리가 많이 있으며, 줄기는 털이 있고 곧게 선다. 길이 30~50 cm이며, 잎은 3~4장이 어긋나고, 거친털이 있는 넓은 달걀형이다. 꽃은 붉은색 또는 흰색이고, 꽃받침 위쪽은 넓은 달걀형이다. 옆의 꽃받침 2개는 서로 붙었고, 곁꽃잎 2장은 끝이 뾰족하다. 입술꽃잎은 주머니 모양이며, 열매는 타원형의 삭과이고 개화기는 5~6월이다. 분포지는 한국·중국·일본·시베리아·동유럽 등이다. 그리고 2012년부터 정부에서 멸종위기 Ⅱ급 식물로 지정했다.

## 이름
- 꽃의 모양을 복주머니에 비유한 이름이다.[3]이 밖에도 요강꽃，작란화, 개불란(개불난), 개불알란(개불알난), 복주머니꽃, 복주머니난초, 까치오줌통, 오종개꽃 등 여러 이름이 있다.
- アツモリソウ(일본명)
- Big-flower lady’s slipper(영문 추천명) ,  Bigflower ladyslipper